# Platylabus odiosus
Platylabus odiosus är en stekelart som beskrevs av Perkins 1953. Platylabus odiosus ingår i släktet Platylabus och familjen brokparasitsteklar. Arten är reproducerande i Sverige. Inga underarter finns listade i Catalogue of Life.